# Microsoft Office
A Microsoft Office irodai alkalmazáscsomag a Microsofttól, mely mára a sarokköve a Microsoft Office Rendszernek, melybe a Microsoft Office csomagokon kívül bizonyos kiszolgálók és webalapú szolgáltatások is beletartoznak. Az Office csomagok Microsoft Windows, illetve Apple macOS operációs rendszereken való futtatásra lettek tervezve. Leegyszerűsíti az irodai munkát. Az Office csomaggal kezelhetők táblázatok (.xls, .xlsx), szövegek (.txt, .doc, .docx, .pdf), prezentációk, e-mailek, kiadványok, adatbázisok.
2022 októberében a Microsoft bejelentette, hogy 2023 januárjára fokozatosan kivezeti a Microsoft Office márkanevet a "Microsoft 365" javára, a nevet továbbra is használják a régebbi termékkínálatra.

## Microsoft Office programok
- Access  – adatbázis-kezelő program
- Excel  – táblázatkezelő program
- Skype for Business  – azonnali üzenetküldő alkalmazás
- OneNote  – jegyzetkezelő program
- Outlook  – levelezőprogram, ügyfélkapcsolat-kezelő program
- PowerPoint  – bemutató-készítő program
- Project  – projektmenedzsment program
- Publisher  – kiadványkészítő program
- OneDrive  – felhő alapú tárhely
- Teams  – videócsevegő program, hasonlít a Skype-hoz
- Visio  – diagramkészítő program
- Word  – szövegszerkesztő program

## A jelenlegi Office csomagok
- 2020 Április 21-én az Office 365-öt átnevezték Microsoft 365-re.
- Office 2019 Otthoni és diákverzió – Word, Excel, PowerPoint
- Microsoft 365 Vállalati alapverzió – csak a webes és mobilos Word, PowerPoint és Excel + Exchange, OneDrive, SharePoint és Teams
- Microsoft 365 Vállalati standard verzió  – Word, Excel, PowerPoint, OneNote, Outlook, Publisher, Access, OneDrive, Exchange, Teams, SharePoint
- Vállalati Microsoft 365-appok  – Word, Excel, PowerPoint, OneNote, Outlook, Access, Publisher
- Microsoft 365 Egyszemélyes verzió
- Microsoft 365 Családi verzió

## Verziók

### Főbb Microsoft Office verziók
- Office 3.0 (CD-ROM-verzió: Word 2.0c, Excel 4.0a, PowerPoint 3.0, Mail) – 1992
- Office 4.0 (Word 6.0, Excel 4.0, PowerPoint 3.0) – 1994
- Office for NT 4.2 (Word 6.0 [32 bites, i386 és Alpha], Excel 5.0 [32 bites, i386 és Alpha], PowerPoint 4.0 [16 bites], „Microsoft Office Manager”) – 1994
- Office 4.3 (az utolsó 16 bites változat; Word 6.0, Excel 5.0, PowerPoint 4.0, valamint a pro változatban: Access 2.0) – 1994
- Office 95 (7.0) (Word 95 stb.) – 1995
- Office 97 (8.0)(Word 97 stb.) – 1996
- Office 2000 (9.0) (Word 2000 stb.) – 1999
- Office XP (10.0) (Word 2002 stb.) – 2001
- Office 2003 (11.0) (Word 2003 stb.) – 2003
- Office 2007 (12.0) (Word 2007 stb.) – 2007
- Office 2010 (14.0) (Word 2010 stb.) – 2010
- Office 2013 (15.0) (Word 2013 stb.) – 2013
- Office 2016 (16.0)[4] (Word 2016 stb.) – 2015
- Office 2019 (16.0)[4] (Word 2019 stb.) – 2018
- Office 2021 (16.0)[4] (Word 2021 stb.) – 2021

### Apple Macintosh verziók
- Office 1 (Word 3 stb.) – 1990
- Office 2 (Word 4 stb.) – 1992
- Office 3 (Word 5 stb.) – 1993
- Office 4.2 (az első Power Mac-re készített verzió; Word 6.0 stb.) – 1994
- Office 98 (8.0) (Word 98 stb.) – 1998
- Office 2001 (9.0) (Word 2001 stb.) – 2000
- Office X (10.0) (Word X stb.) – 2001
- Office 2004 (11.0) (Word 2004 stb.) – 2004
- Office 2008 (12.0) (Word 2008 stb.) – 2008
- Office 2011 (14.0) (Word 2011 stb.) – 2010
- Office 2016 (15.0) (Word 2016 stb.) – 2015

## Microsoft Office Rendszer
A Microsoft Office Rendszer (eredeti nevén Microsoft Office System) egy olyan integrált programrendszer, mely a Microsoft Office irodai alkalmazáscsomagból nőtte ki magát. A Microsoft Office Rendszerbe tartoznak programok, kiszolgálók, szolgáltatások és megoldások.
A Microsoft Office Rendszer sarokkövét a Microsoft Office 2003 csomagok (mint például a Microsoft Office Professional Edition 2003) alkotják.

### Megoldások
- Enterprise Project Management (EPM) Solution megoldás
- Microsoft Office Solution Accelerators
- Microsoft Office System Solutions Directory

### Kiszolgálók
- Live Communications Server 2003
- Project Server 2003
- Microsoft SharePoint 2003

### Csomagok
- Microsoft Office Professional Enterprise Edition 2003
- Microsoft Office Professional Edition 2003
- Microsoft Office Standard Edition 2003
- Microsoft Office Small Business Edition 2003
- Microsoft Office Standard Edition 2003 tanárok és diákok számára
- Microsoft Office Basic Edition 2003

### Programok
- Access 2003 – adatbázis-kezelő program
- Excel 2003 – táblázatkezelő program
- FrontPage® 2003 – webhelytervező program
- InfoPath™ 2003 – információgyűjtő eszköz
- OneNote™ 2003 – jegyzetkészítő és -kezelő program
- Outlook® 2003 – személyes adatok kezelésére és kommunikációra szolgáló program
  - Outlook 2003 with Business Contact Manager
- PowerPoint® 2003 – grafikus bemutatók készítésére alkalmas program
- Project 2003 Standard és Professional – projektvezetési programok
- Publisher 2003 – kiadványkészítő program
- Visio® 2003 Standard és Professional – diagramkészítő program
- Word 2003 – szövegszerkesztő

### Kiszolgálók
- Project Server 2003
- SharePoint™ Portal Server 2003
- Microsoft Office Communications Server  2007

### Szolgáltatások
- Live Meeting

### Megoldások
- Enterprise Project Management (EPM) Solution megoldás
- Microsoft Office Solution Accelerators
- Microsoft Office System Solutions Directory

### Kiegészítő Microsoft-termékek és -technológiák
- Windows® SharePoint™ Services
- Windows Server™ 2003
- Exchange Server 2003

## Konkurens csomagok

### Ingyenes
- OpenOffice.org
- LibreOffice (OpenOffice.org fork)
- GNOME Office
- KOffice – csak Linux, Unix és macOS rendszerekre
- Calligra Suite

### Kereskedelmi
- StarOffice – az OpenOffice.org-nak a Sun Microsystems által kínált kereskedelmi változata
- WPS Office – a kínai és japán piacot célozza meg, személyes használatra ingyenes

## Támogatás
- Kapcsolatfelvétel az Office 365 vállalati verziójának ügyfélszolgálatával